# Caltepec
Caltepec es una localidad del estado mexicano de Puebla. Es cabecera del municipio de Caltepec.

## Demografía
| Censo | Población |
| ----- | --------- |
| 1900  | 800       |
| 1910  | 307       |
| 1921  | 437       |
| 1930  | 393       |
| 1940  | 365       |
| 1950  | 445       |
| 1960  | 538       |
| 1970  | 501       |
| 1980  | 511       |
| 1990  | 434       |
| 1995  | 398       |
| 2000  | 480       |
| 2005  | 397       |
| 2010  | 415       |
| 2020  | 391       |